# Bellevue (Nebraska)
Bellevue és una població dels Estats Units a l'estat de Nebraska. Segons el cens del 2000 tenia 44.382 habitants.

## Demografia
Segons el cens del 2000, Bellevue tenia 44.382 habitants, 16.937 habitatges, i 11.940 famílies. La densitat de població era de 1.292,3 habitants per km².
Dels 16.937 habitatges en un 35,5% hi vivien nens de menys de 18 anys, en un 55,4% hi vivien parelles casades, en un 11,3% dones solteres, i en un 29,5% no eren unitats familiars. En el 23,2% dels habitatges hi vivien persones soles el 6,6% de les quals corresponia a persones de 65 anys o més que vivien soles. El nombre mitjà de persones vivint en cada habitatge era de 2,61 i el nombre mitjà de persones que vivien en cada família era de 3,09.
Per edats la població es repartia de la següent manera: un 27,4% tenia menys de 18 anys, un 10,2% entre 18 i 24, un 31% entre 25 i 44, un 21,8% de 45 a 60 i un 9,6% 65 anys o més.
L'edat mediana era de 34 anys. Per cada 100 dones de 18 o més anys hi havia 95,6 homes.
La renda mediana per habitatge era de 47.201 $ i la renda mediana per família de 54.422 $. Els homes tenien una renda mediana de 33.819 $ mentre que les dones 25.783 $. La renda per capita de la població era de 20.903 $. Aproximadament el 4,1% de les famílies i el 5,9% de la població estaven per davall del llindar de pobresa.

## Poblacions més properes
El següent diagrama mostra les poblacions més properes.